# فریب (فیلم ۱۹۲۳)
«فریب» (انگلیسی: Deceit) فیلمی در ژانر درام ا به کارگردانی اسکار میشو است که در سال ۱۹۲۳ منتشر شد.